# Roger Boli
Roger Boli (* 26. September 1965 in Abidjan, Elfenbeinküste) ist ein ehemaliger ivorischer Fußballspieler, der den größten Teil seiner Karriere im französischen Spielbetrieb absolviert hat.

## Spielerkarriere
Roger Boli kam als Jugendlicher nach Frankreich, um dort seine schulische Ausbildung fortzusetzen; Fußball spielte er zunächst bei einem Amateurverein an seinem Wohnort Romainville, von wo ihn Trainer Guy Roux 1982 gemeinsam mit seinem jüngeren Bruder Basile in das Nachwuchszentrum der AJ Auxerre holte. Roger Boli, ein mit 1,68 m relativ klein gewachsener, linksfüßiger Stürmer, wurde 1984 erstmals in Auxerres Erstligaelf eingesetzt und gewann 1985 mit der A-Jugend den französischen Jugendpokalwettbewerb. Als die AJA im UEFA-Pokal 1985/86 überraschend den AC Mailand mit 3:1 besiegte, gehörte er zur Startformation der Burgunder, zum Stamm der Ligamannschaft zählte er allerdings erst ab 1986 – und auch dann besaß er in Pascal Vahirua einen starken Konkurrenten auf der linken Angriffsseite, dem der Trainer häufig den Vorzug gab. 1988 stimmt Boli deshalb einer Ausleihe an Auxerres Ligakonkurrenten OSC Lille zu, und zwölf Monate später wechselte er von dort zum benachbarten Zweitdivisionär Racing Lens.
Auch bei diesem Verein hatte er anfangs erhebliche Anpassungsprobleme, wenn auch nicht so sehr sportlich, weil er sich schnell zu einem Liebling der Fans im Stade Félix-Bollaert entwickelte, sondern im Alltagsleben in der Bergarbeiterstadt Lens. Am Ende seiner zweiten Saison bei Racing gelang der Mannschaft der Aufstieg in die Division 1, in der die Nordfranzosen in den folgenden fünf Jahren stets auf einem oberen Mittelfeldplatz in der Tabelle abschlossen. Für Roger Boli war darunter die Spielzeit 1993/94 eine besonders erfolgreiche. Der Flügelspieler, der sonst in der Regel kaum einmal mehr als fünf Punktspieltore erzielt hatte, „explodierte“ leistungsmäßig in diesem Jahr förmlich und gewann mit seinen 20 Saisontreffern – gemeinsam mit Youri Djorkaeff und Nicolas Ouédec – die Torjägerkrone der ersten Liga. Ein Jahr später brachte er es noch einmal auf neun Treffer, womit er aber nicht einmal unter den besten 20 Torschützen stand. Als Racing Lens 1995/96 im UEFA-Cup bis in das Achtelfinale vorstieß, stand er in vier der Spiele in der Mannschaft und erzielte dabei zwei Treffer. Nach sieben Jahren in Lens wechselte er 1996 zu Le Havre AC, wo ihn eine Verletzung für mehrere Wochen außer Gefecht setzte. Nach seiner Genesung mussten die abstiegsgefährdeten Normannen bei Racing Lens antreten, wo Roger Boli der einzige Treffer des Spiels gelang, und anschließend applaudierten sogar viele Fans des Verlierers ihrem einstigen Liebling. Obwohl Le Havre am Ende die Klasse erhalten konnte, verließ der Angreifer 1997 Frankreich, wo er es auf insgesamt 270 Spiele mit 54 Treffern in der ersten sowie 64 Spiele und 27 Tore in der zweiten Division gebracht hatte.
In England fand er nach einem Probetraining bei Swindon Town mit dem Drittligisten FC Walsall einen neuen Klub. Dort erzielte Boli im Saisonverlauf zwölf Treffer in der Liga und war ebenso oft in Pokalspielen erfolgreich, als das Team in allen drei Pokalwettbewerben relativ weit vorstieß (Viertrundenniederlagen im FA Cup bei Manchester United und im League Cup bei West Ham United sowie Halbfinale der Football League Trophy). Von den Ligaspielern wurde er für seine Saisonleistung in das PFA Team of the Year der Second Division gewählt. Insbesondere seine Fähigkeit, schnelle Drehungen mit dem Ball zu vollführen und so Tore scheinbar „aus dem Nichts“ heraus zu erzielen, sorgte für vermehrtes Interesse am 31-Jährigen. Bereits zur Weihnachtszeit hatte Boli, ebenso wie sein Landsmann „Jeff“ Péron, ein Transfergesuch eingereicht und den Wunsch geäußert, höherklassig zu spielen; ein Wechsel zu Dundee United in die schottische Premier League kam aber erst in der Saisonpause im Sommer 1998 zu Stande. Sein Abstecher nach Schottland dauerte allerdings trotz einer Ablösesumme von £150.000 nur wenige Monate. Nach der frühzeitigen Entlassung von Trainer Tommy McLean spielte Boli in den Planungen von dessen Nachfolger Paul Sturrock keine Rolle mehr und nach fünf Pflichtspieleinsätzen – davon drei in der Liga – und einem einzigen Treffer im Scottish League Cup, wechselte er im Oktober 1998 zurück in die englische Drittklassigkeit zum AFC Bournemouth. Bei Bournemouth erhielt er nach einer verletzungsgeplagten Saison und sechs torlosen Ligaauftritten über das Saisonende hinaus keine Anstellung und beendete daraufhin 1999 seine Karriere.
International wurde Boli nur in der französischen U-21-Nationalelf berücksichtigt, hat aber weder für die französische noch die ivorische A-Nationalmannschaft gespielt. Lediglich als er 2001 sein Abschiedsspiel (La fête à Roger) gab – in Lens traf eine Auswahl von ehemaligen Racing-Fußballern auf die französischen „Weltmeister von 1998“ –, spielte Roger Boli eine Halbzeit lang im blauen Nationaldress.

## Vereinsstationen
- bis 1982 in Romainville (als Jugendlicher)
- 1982–1988 AJ Auxerre (ab 1984/85 in der Ligamannschaft)
- 1988/89 OSC Lille
- 1989–1996 Racing Lens (1989–1991 in D2)
- 1996/97 Le Havre AC
- 1997/98 FC Walsall (in D3)
- Juli bis Oktober 1998 Dundee United
- 1998/99 AFC Bournemouth (in D3)

## Palmarès
- Torschützenkönig der französischen Division 1: 1993/94
- Aufnahme in die „Mannschaft des Jahres“ der englischen Second Division: 1997/98

## Leben nach der aktiven Zeit
Roger Boli hat sich in Nordfrankreich niedergelassen und besitzt in Lille eine von der FIFA anerkannte Agentur für die Betreuung und Vermittlung von Fußballspielern. Zu seinen Klienten gehören unter anderem Jérôme Rothen, Gaël Kakuta, Pascal Chimbonda, Aly Cissokho und sein Neffe Yannick Boli.